# Paul Graffunder
Paul Graffunder (* 26. September 1857 in Pielburg, Kreis Neustettin; † 28. Juli 1914 in Berlin) war ein deutscher Klassischer Philologe und Gymnasiallehrer.

## Leben
Paul Graffunder stammte aus Pielburg in Pommern, später zog seine Familie nach Berlin. Dort besuchte er das Wilhelms-Gymnasium. 1872 wechselte er an das städtische Gymnasium zu Stettin, wo er 1873 die Reifeprüfung ablegte. Anschließend studierte er Klassische Philologie und Geschichte an der Universität Tübingen. Nach einem Semester wechselte er an die Berliner Universität, wo er ein breiteres Spektrum der Altertumswissenschaft vorfand. Er besuchte Lehrveranstaltungen bei dem Archäologen Ernst Curtius, dem Ägyptologen Richard Lepsius, dem Epigraphiker Emil Hübner und den Philosophen Hermann Lotze, Friedrich Paulsen und Eduard Zeller. Besondere Prägung erfuhr er von den Philologen Adolf Kirchhoff und Johannes Vahlen, die ihn in das philologische Seminar aufnahmen und seine Dissertation anregten, in der sich Graffunder mit der Textgeschichte der griechischen Redner Antiphon von Rhamnus, Deinarchos und Lykurgos von Athen beschäftigte. Im Dezember 1882 wurde er zum Dr. phil. promoviert.
Nach dem Studium unterrichtete Graffunder an verschiedenen Berliner Gymnasien, von 1890 bis 1914 am Prinz-Heinrichs-Gymnasium in Schöneberg bei Berlin. Neben dem Schuldienst war er wissenschaftlich tätig. In den 1890er Jahren beschäftigte er sich mit der altdeutschen Dichtung, insbesondere mit den mittelniederdeutschen Übersetzungen von Catos Schriften. Etwa ab 1900 wandte er sich der Archäologie zu. Für das Jahr 1906/1907 erhielt er das Reisestipendium des Deutschen Archäologischen Instituts und hielt sich in Italien auf. 1908 trat er der Archäologischen Gesellschaft zu Berlin bei. Im Auftrag von Wilhelm Kroll verfasste er für die Realenzyklopädie der klassischen Altertumswissenschaft einige Artikel, darunter einen 54 Spalten langen über die Stadt Rom.
Nach seinem Tod in den Sommerferien 1914 vertrat ihn sein Freund Christian Hülsen im Griechisch- und Geschichtsunterricht der Prima.